# Émile van Marcke

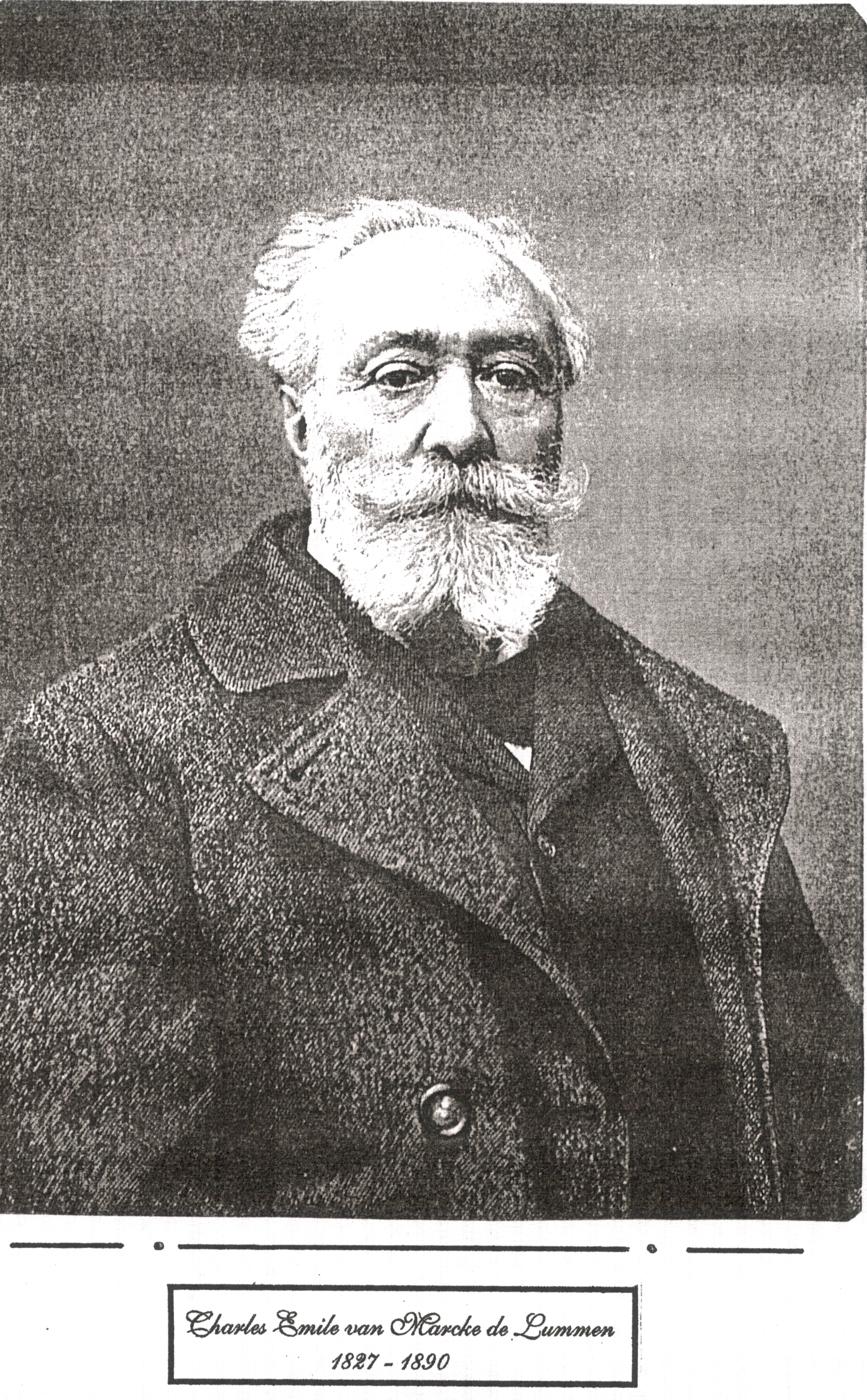
Charles Émile van Marcke de Lummen

Charles Émile van Marcke de Lummen (* 20. August 1827 in Sèvres, Département Seine-et-Oise; † 24. Dezember 1890 in Hyères, Département Var) war ein französischer Porzellanmaler sowie Tier- und Landschaftsmaler.

## Leben

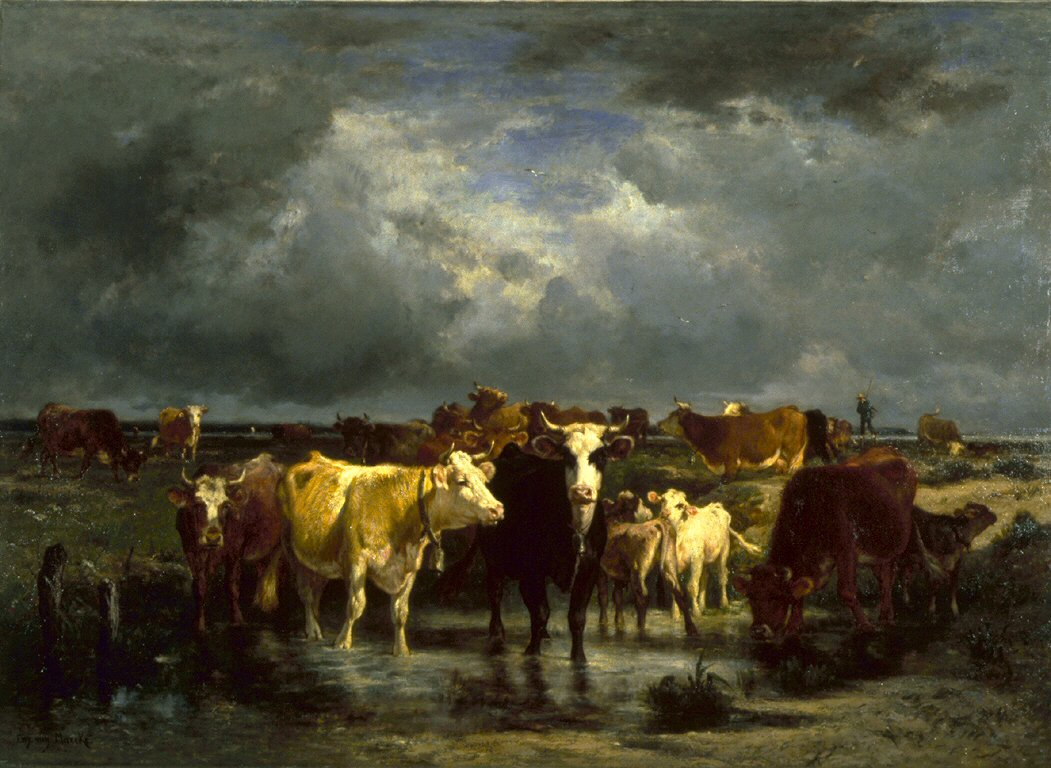
Das Herannahen eines Sturms, um 1872, Walters Art Museum

Van Marcke war Sohn des Malers Jean-Baptiste Jules van Marcke (1797–1848) und Enkel des Malers Charles van Marcke (1773–1830). Seine Mutter war die Malerin Julie Palmyre Robert (1802–1875), eine Schwester des Malers und Fotografen Louis-Remy Robert (1810–1882). Ein Onkel war der Maler Édouard van Marcke.
1832 zog die Familie nach Lüttich. Dort besuchte er ab etwa 1852 für neun Jahre die Kunstakademie unter Barthélemy Vieillevoye und August Chauvin. Danach war er als Porzellanmaler an der Manufaktur Sèvres tätig, wo er mit Constant Troyon zusammentraf, einem Vertreter der Schule von Barbizon, welcher sein künstlerisches Vorbild wurde. Nach der Berufstätigkeit als Porzellanmaler lebte van Marcke als Landwirt und Maler auf seiner Besitzung in Bouttencourt in der Normandie. Er malte Tierstücke, hauptsächlich Rinder in der Weidelandschaft. Seine Schüler waren die Maler Adolf Kaufmann, Karl Uchermann, Albert Bance (1847–1899) und Louis Darey (1848–1917). Er beschickte die Salons von 1867, 1869 und 1870 und wurde 1872 für seine Verdienste in die Ehrenlegion aufgenommen.
Van Marcke heiratete seine Cousine Victoire Henriette Caroline Robert (1834–1934), Tochter seines Onkels Robert. Eine Tochter des Paars, Gabrielle Victoire van Marcke de Lummen (1853–1918), heiratete den Maler Louis Watelin (1838–1907). Eine andere Tochter, Marie Perrine Louise van Marcke de Lummen (1856–1935), wurde Malerin und heiratete den Maler Charles Dieterle (1847–1933). Der Sohn, Jean-Baptiste van Marcke de Lummen (1875–1918), wurde ein Pferdemaler.